# Человечность (фильм)
«Человечность» (фр. L' Humanité) — французский художественный фильм режиссёра Брюно Дюмона, снятый по его собственному сценарию. Премьера состоялась 17 мая 1999 года в Каннах.

## Сюжет
Фараон де Винтер, скромный полицейский в местечке Байёль на побережье Франции, живёт вместе с матерью на улице, носящей имя его отца. Новое дело, расследование изнасилования и убийства 11-летней девочки, оказывает на де Винтера огромное влияние.

## В ролях
- Эммануэль Шотте — Фараон де Винтер
- Северин Канеель — Домино
- Филипп Тюллье — Жозеф
- Гислен Гескер — комиссар полиции
- Жинетт Аллегре — Элиан, мать Фараона

## Награды и номинации
Каннский кинофестиваль 1999
- Гран-при
- Приз за лучшую мужскую роль (Эммануэль Шотте)
- Приз за лучшую женскую роль (Северин Канеель)

Премия Европейской киноакадемии
- Номинация за лучшую операторскую работу (Ив Кап)

Премия журнала The Village Voice
- 7-е место в списке лучших фильмов года

## Критика
Заочно и со стороны почему-то представлялось, что в данном фильме с упрямым вниманием и немалым терпением описывается обычная жизнь простых людей в провинции, и это — маргинальное бытописательское кино, пусть отчасти и не лишённое человеческой привлекательности. При личном же знакомстве выяснилось: сохраняя видимость реалистического кинематографа с намеренно тягучим повествованием, когда в отдельные моменты кажется, будто режиссёр вообще забывает о том, что должен рассказывать некую сюжетную историю, это — принципиально авторское и даже программно мировоззренческое кино.— Сергей Кудрявцев

«Человечность» — нелёгкий фильм для тех немногих кинозрителей, которые подходят к просмотру серьёзного фильма почти как к молитве. Великий фильм, как настоящая молитва, касается отношения человека к его надеждам и судьбе, смотрит внутрь него.— Роджер Эберт